# ПараНорман
„ПараНорман“ (на английски: ParaNorman) е американски стоп-моушън детски анимационен филм от 2012 г. на режисьорите Сам Фел и Крис Бътлър по сценарий на Бътлър.
Филмът излиза по кината в САЩ на 17 август 2012 г.

## Актьорски състав
| Актьор              | Роля              |
| ------------------- | ----------------- |
| Коди Смит-Макфи     | Норман Бабкок     |
| Тъкър Албрици       | Нийл Даун         |
| Джодел Ферланд      | Агата Прендергаст |
| Ана Кендрик         | Кортни Бабкок     |
| Кейси Афлек         | Мич Даун          |
| Кристофър Минц-Плас | Алвин             |
| Лесли Ман           | Сандра Бабкок     |
| Джеф Гарлин         | Пери Бабкок       |
| Илейн Стрич         | бабата на Норман  |
| Бърнард Хил         | съдия Хопкинс     |
| Джон Гудман         | г-н Прендергаст   |

## Награди и номинации
| Категория                                | Номиниран(и)                             | Резултат                    |
| Оскар (24 февруари 2013 г.)              | Оскар (24 февруари 2013 г.)              | Оскар (24 февруари 2013 г.) |
| ---------------------------------------- | ---------------------------------------- | --------------------------- |
| Най-добър пълнометражен анимационен филм | Най-добър пълнометражен анимационен филм | номинация                   |
| Награди на БАФТА (10 февруари 2013 г.)   |                                          |                             |
| Най-добър анимационен филм               | Най-добър анимационен филм               | номинация                   |
| Сателит (16 декември 2012 г.)            |                                          |                             |
| Най-добър анимационен филм               | Най-добър анимационен филм               | номинация                   |
| Сатурн (26 юни 2013 г.)                  |                                          |                             |
| Най-добър анимационен филм               | Най-добър анимационен филм               | номинация                   |

## В България
В България филмът е издаден на DVD на 21 януари 2013 г. от A+Films. На 17 октомври 2017 г. е излъчен по bTV Cinema.